# Kanton Meulan-en-Yvelines
Der Kanton Meulan-en-Yvelines war bis 2015 ein französischer Wahlkreis im Arrondissement Mantes-la-Jolie im Département Yvelines und in der Region Île-de-France; sein Hauptort war Meulan-en-Yvelines. Vertreter im Generalrat des Départements war zuletzt von 2008 bis 2015 Michel Vignier (PS).

## Gemeinden
Der Kanton umfasste neun Gemeinden:
| Gemeinde                | Einwohner Jahr | Fläche km² | Bevölkerungsdichte | Postleitzahl | Code INSEE |
| ----------------------- | -------------- | ---------- | ------------------ | ------------ | ---------- |
| Chapet                  | 1224 (2013)    | –          | – Einw./km²        | 78130        | 78140      |
| Évecquemont             | 794 (2013)     | –          | – Einw./km²        | 78740        | 78227      |
| Gaillon-sur-Montcient   | 675 (2013)     | –          | – Einw./km²        | 78250        | 78261      |
| Hardricourt             | 2064 (2013)    | –          | – Einw./km²        | 78250        | 78299      |
| Meulan-en-Yvelines      | 8992 (2013)    | –          | – Einw./km²        | 78250        | 78401      |
| Mézy-sur-Seine          | 2004 (2013)    | –          | – Einw./km²        | 78250        | 78403      |
| Les Mureaux             | 31487 (2013)   | –          | – Einw./km²        | 78130        | 78440      |
| Tessancourt-sur-Aubette | 964 (2013)     | –          | – Einw./km²        | 78250        | 78609      |
| Vaux-sur-Seine          | 4749 (2013)    | –          | – Einw./km²        | 78740        | 78638      |

## Bevölkerungsentwicklung
| 1962   | 1968   | 1975   | 1982   | 1990   | 1999   | 2006   |
| ------ | ------ | ------ | ------ | ------ | ------ | ------ |
| 29.444 | 33.352 | 44.864 | 49.178 | 51.875 | 51.571 | 53.490 |